# Gouvernement Marqués
 Asturies
Trevín Álvarez Areces I
Le gouvernement Marqués est le gouvernement des Asturies entre le 18 juillet 1995 et le 23 juillet 1999, durant la IVe législature de la Junte générale de la principauté des Asturies. Il est présidé par Sergio Marqués.

## Composition

### Initiale
| Fonction                                   | Titulaire | Titulaire                                                                        | Parti |
| ------------------------------------------ | --------- | -------------------------------------------------------------------------------- | ----- |
| Président                                  |           | Sergio Rutilio José Marqués Fernández                                            | PP    |
| Vice-président Conseiller à la Coopération |           | José Ramón García Cañal                                                          | PP    |
| Conseiller à l'Économie                    |           | Juan Alsina Torrente (jusqu'au 17/07/1996) José Antonio González García-Portilla | PP    |
| Conseillère à la Culture                   |           | María Victoria Rodríguez Escudero                                                | PP    |
| Conseiller aux Services sociaux            |           | Antonio Cueto Espinar                                                            | PP    |
| Conseiller à l'Équipement                  |           | Juan José Tielve Cuervo                                                          | PP    |
| Conseiller à l'Agriculture                 |           | Luis Peláez Rodríguez                                                            | PP    |

### Remaniement du17 juin 1998
- Les nouveaux conseillers sont indiqués en gras, ceux ayant changé d'attributions en italique.

| Fonction                                   | Titulaire | Titulaire                             | Parti |
| ------------------------------------------ | --------- | ------------------------------------- | ----- |
| Président                                  |           | Sergio Rutilio José Marqués Fernández | PP    |
| Vice-président Conseiller à la Coopération |           | Leonardo Verdín Bouza                 | PP    |
| Conseiller à l'Économie                    |           | José Antonio González García-Portilla | PP    |
| Conseillère à la Culture                   |           | María Victoria Rodríguez Escudero     | PP    |
| Conseiller aux Services sociaux            |           | Antonio Cueto Espinar                 | PP    |
| Conseiller à l'Équipement                  |           | Juan José Tielve Cuervo               | PP    |
| Conseiller à l'Agriculture                 |           | Manuel Fernández Fernández            | PP    |